# Chrysander Botha
Pour les articles homonymes, voir Botha.

a Compétitions nationales et continentales officielles uniquement.

b Matchs officiels uniquement.
Dernière mise à jour le 31 janvier 2021.
Chrysander Botha, né le 13 juillet 1988 à Walvis Bay (Sud-Ouest africain, aujourd'hui Namibie), est un joueur de rugby à XV international namibien évoluant essentiellement aux postes d'arrière ou d'ailier. Il mesure 1,88 m pour 86 kg.

## Carrière

### En club et province
Chrysander Botha commence à jouer au rugby avec le club amateur du Kudu RC, basé à Walvis Bay, dans le championnat namibien. Il dispute également la Craven Week en 2005 et 2006 avec une sélection namibienne.
En 2010, il rejoint la province des Namibia Welwitschias qui dispute la Vodacom Cup. Il joue également avec la province sud-africaine des Falcons en Currie Cup First Division à partir de 2010.
En 2012 et 2013, il étudie à l'université de Johannesburg, et joue avec l'équipe de l'établissement (UJ) en Varsity Cup (en) (championnat universitaire sud-africain),.
Repéré par ses performances au niveau universitaire, il est recruté par la province des Golden Lions en 2013, avec qui il dispute la Vodacom Cup et la Currie Cup. Il joue également avec la franchise des Lions lors des matchs de barrage d'accession au Super Rugby, remportés face aux Southern Kings. En 2014, il est retenu dans l'effectif des Lions pour disputer la saison 2014 de Super Rugby. Il joue son premier match dans cette compétition le 15 février 2014 contre les Cheetahs. Il joue un total de neuf rencontres lors de cette première saison au plus haut niveau.
En 2014, il signe un contrat de deux saisons avec le club anglais des Exeter Chiefs évoluant en Premiership. Malgré des débuts prometteurs, avec un essai lors de son premier match, son passage au club est perturbé par les blessures, et il ne joue que six matchs en deux saisons,. Il n'est pas conservé à l'issue de son contrat, et quitte le club en juin 2016.
Il retourne ensuite jouer dans son pays natal avec les Welwitschias à partir de 2016.
En 2017, il rejoint les Southern Kings en Super Rugby. Il dispute deux rencontres avec la franchise basée à Port Elizabeth, avant que l'équipe ne soit exclue du Super Rugby à la fin de la saison. Parallèlement, il joue avec les Eastern Province Kings en Rugby Challenge.
En 2019, après une dernière saison avec les Welwitschias en Rugby Challenge, il met un terme à sa carrière de joueur.

### En équipe nationale
Chrysander Botha joue avec l'équipe de Namibie des moins de 20 ans en 2008, disputant à cette occasion le Trophée mondial des moins de 20 ans,.
Il obtient sa première cape internationale avec l'équipe de Namibie le 2 août 2008 à l’occasion d’un match contre l'équipe du Zimbabwe à Windhoek.
Il est sélectionné dans le groupe namibien participant à la coupe du monde 2011 en Nouvelle-Zélande. Il dispute quatre matchs de cette compétition, contre les Fidji, les Samoa, l'Afrique du Sud et le pays de Galles.
Il fait partie du groupe namibien choisi par Phil Davies pour participer à la coupe du monde 2015 en Angleterre. Il dispute quatre matchs de cette compétition, contre la Nouvelle-Zélande, les Tonga, la Géorgie et l'Argentine.
En 2019, il est présent dans le groupe pour préparer la coupe du monde 2019 au Japon, mais n'est finalement pas sélectionné dans le groupe définitif.

## Palmarès

### En club
- Vainqueur de la Vodacom Cup en 2013 avec les Golden Lions.

## En équipe nationale
- 55 sélections avec la Namibie entre 2008 et 2018.
- 209 points (28 essais, 13 pénalités, 15 transformations).
- Participations aux coupes du monde 2011 (4 matchs) et 2015 (4 matchs).